# Moca discophora
Moca discophora är en fjärilsart som beskrevs av John Hartley Durrant 1915. Moca discophora ingår i släktet Moca och familjen Immidae. Inga underarter finns listade i Catalogue of Life.